# Drachensee
Drachensee är en sjö i Österrike.   Den ligger i förbundslandet Tyrolen, i den västra delen av landet, 400 km väster om huvudstaden Wien. Drachensee ligger 1 874 meter över havet.
I omgivningarna runt Drachensee växer i huvudsak alpin tundra. Runt Drachensee är det ganska glesbefolkat, med 34 invånare per kvadratkilometer.